# NGC 7806
NGC 7806 é uma galáxia espiral (Sb/P) localizada na direcção da constelação de Pegasus. Possui uma declinação de +31° 26' 31" e uma ascensão recta de 0 horas, 01 minutos e 30,1 segundos.
A galáxia NGC 7806 foi descoberta em 9 de Outubro de 1790 por William Herschel.